# Apeadero Encarnación
El apeadero Encarnación es una estación ferroviaria ubicada en la ciudad de Encarnación, en Paraguay.
El apeadero reemplaza a la estación de Encarnación, del ferrocarril Carlos Antonio López, que fuera demolida en el marco de las obras de reconstrucción de la costanera de Encarnación. Las tareas fueron realizadas por la Entidad Binacional Yacyretá, para elevar la cota del embalse de la represa de Yacyretá.
El nuevo apeadero es la cabecera paraguaya del servicio ferroviario internacional entre Encarnación y la ciudad argentina de Posadas. Los trenes conectan el apeadero Encarnación con el apeadero Posadas.